# RFL Championship 1898-99
La Northern Rugby Football Union Championship de 1898-99 fue la cuarta temporada del torneo de rugby league más importante de Inglaterra.

## Formato
El torneo fue dividido en dos campeonatos, el del condado de Lancashire y el de Yorkshire, cada uno determino su campeón, por lo tanto en esta temporada no hubo un campeón nacional, título que recién se recuperaría en la temporada 1901-02.

## Desarrollo

### Lancashire League
| Pos. | Equipo            | Encuentros | Encuentros | Encuentros | Encuentros | Tantos | Tantos | Puntos |
| Pos. | Equipo            | PJ         | PG         | PE         | PP         | F      | C      | Puntos |
| ---- | ----------------- | ---------- | ---------- | ---------- | ---------- | ------ | ------ | ------ |
| 1    | Broughton Rangers | 26         | 21         | 0          | 5          | 277    | 74     | 42     |
| 2    | Oldham RLFC       | 26         | 20         | 0          | 6          | 385    | 58     | 40     |
| 3    | Salford           | 26         | 18         | 2          | 6          | 206    | 113    | 38     |
| 4    | Widnes Vikings    | 26         | 17         | 2          | 7          | 196    | 113    | 36     |
| 5    | Leigh             | 26         | 17         | 0          | 9          | 168    | 125    | 34     |
| 6    | Swinton Lions     | 26         | 16         | 2          | 8          | 228    | 79     | 32     |
| 7    | Runcorn RFC       | 26         | 15         | 2          | 9          | 193    | 113    | 32     |
| 8    | St. Helens        | 26         | 12         | 3          | 11         | 168    | 18     | 27     |
| 9    | Warrington        | 26         | 11         | 1          | 14         | 134    | 217    | 23     |
| 10   | Rochdale Hornets  | 26         | 9          | 3          | 14         | 112    | 216    | 21     |
| 11   | Stockport         | 26         | 5          | 1          | 20         | 102    | 317    | 11     |
| 12   | Tyldesley FC      | 26         | 3          | 5          | 18         | 82     | 240    | 11     |
| 13   | Wigan             | 26         | 4          | 2          | 20         | 66     | 238    | 10     |
| 14   | Morecambe         | 26         | 2          | 1          | 23         | 47     | 281    | 5      |

|  | Campeón. |

### Yorkshire League
| Pos. | Equipo                   | Encuentros | Encuentros | Encuentros | Encuentros | Tantos | Tantos | Tantos | Puntos |
| Pos. | Equipo                   | PJ         | PG         | PE         | PP         | F      | C      | Dif    | Puntos |
| ---- | ------------------------ | ---------- | ---------- | ---------- | ---------- | ------ | ------ | ------ | ------ |
| 1    | Batley Bulldogs          | 30         | 23         | 2          | 5          | 279    | 75     | 204    | 48     |
| 2    | Hull                     | 30         | 23         | 1          | 6          | 429    | 101    | 328    | 47     |
| 3    | Bradford Park Avenue AFC | 30         | 21         | 0          | 9          | 330    | 139    | 191    | 42     |
| 4    | Leeds Parish Church RFC  | 30         | 20         | 2          | 8          | 201    | 114    | 87     | 42     |
| 5    | Hunslet FC               | 30         | 16         | 5          | 9          | 314    | 140    | 174    | 37     |
| 6    | Huddersfield             | 30         | 15         | 3          | 12         | 169    | 147    | 22     | 33     |
| 7    | Manningham FC            | 30         | 15         | 2          | 13         | 222    | 212    | 10     | 30     |
| 8    | Halifax RLFC             | 30         | 15         | 0          | 15         | 156    | 158    | 2      | 30     |
| 9    | Wakefield Trinity        | 30         | 11         | 6          | 13         | 209    | 61     | 48     | 28     |
| 10   | Brighouse Rangers        | 30         | 12         | 2          | 16         | 114    | 191    | 77     | 26     |
| 11   | Leeds                    | 30         | 11         | 3          | 16         | 127    | 186    | 59     | 27     |
| 12   | Castleford RFC           | 30         | 10         | 4          | 16         | 159    | 214    | 55     | 24     |
| 13   | Holbeck Rugby Club       | 30         | 10         | 4          | 16         | 134    | 220    | 86     | 24     |
| 14   | Bramley RLFC             | 30         | 7          | 3          | 20         | 62     | 266    | 204    | 17     |
| 15   | Liversedge RFC           | 30         | 5          | 3          | 22         | 131    | 439    | 308    | 13     |
| 16   | Heckmondwike             | 30         | 4          | 4          | 22         | 70     | 343    | 273    | 12     |

|  | Campeón. |